# بيلي دوفي (كاتب أغاني)
بيلي دوفي (بالإنجليزية: Billy Duffy)‏ هو عازف قيثارة ومغني وكاتب أغاني بريطاني، ولد في 12 مايو 1961 في مانشستر في المملكة المتحدة.

## وصلات خارجية
- الموقع الرسمي
- بيلي دوفي على موقع IMDb (الإنجليزية)
- بيلي دوفي على موقع ميوزك برينز (الإنجليزية)
- بيلي دوفي على موقع إن إن دي بي (الإنجليزية)
- بيلي دوفي على موقع أول ميوزيك (الإنجليزية)
- بيلي دوفي على موقع ديسكوغز (الإنجليزية)
- بيلي دوفي على موقع قاعدة بيانات الفيلم (الإنجليزية)